# Ukanje
Ukanje (in italiano Ucagne, Ucagna dei Marchi o Ucagna, desueti) è un paese della Slovenia, frazione del comune di Canale d'Isonzo, tra il fiume Isonzo e il torrente Iudrio.
La località è situata a 12,4 km a sud-ovest del capoluogo comunale e a 7,4 km dall'Italia, con cui confina direttamente, presso il valico secondario di Molino Vecchio; in essa sono inoltre presenti gli agglomerati di Bajti, Britof, Filej, Markiči, Debenje e Želinje.

## Storia
Fece parte per secoli della Contea di Gorizia e Gradisca.
Con la Convenzione di Fontainebleau del 1807, passò, per un breve periodo fino al 1814, nel Regno d'Italia napoleonico, trovandosi sul confine con le terre austriache, sotto il Dipartimento di Passariano nel comune di Anicova.
Col Congresso di Vienna nel 1815 rientrò in mano austriaca; passò in seguito sotto il profilo amministrativo al Litorale austriaco nel 1849 come comune autonomo. In seguito il comune catastale di Ucagna (Ukanje) venne aggregato al comune di Anikova.
Tra le due guerre mondiali fu frazione del comune di Anicova Corada della Provincia del Friuli per poi passare, nel 1927, alla ricostituita Provincia di Gorizia nel medesimo comune che assunse il nome di Salona d'Isonzo; passò poi alla Jugoslavia e quindi alla Slovenia.

## Corsi d'acqua
torrente Judrio (Idrija)